# Discographie de Tristania
La discographie de Tristania, un groupe de metal gothique, se compose de 7 albums studio, une démo, un album live et deux EP. 
Le groupe est fondé en 1995 en Norvège à Stavanger par les guitaristes Anders Høyvik Hidle et Morten Veland, et le claviériste Einar Moen. Le groupe est vite rejoint par le batteur Kenneth Olsson et le bassiste Rune Østerhus. Vibeke Stene est recrutée en tant que choriste en 1997 avant de devenir la chanteuse officielle du groupe. À la suite de divergences musicales Morten Veland quitte le groupe en 2000 pour former Sirenia. Après la sortie de leur album Illumination  le groupe voit, entre 2007 et 2010, partir cinq de ses membres dont Stene, arrêtant sa carrière musicale pour se focaliser sur sa famille et sur son métier de professeur de chant. Elle est remplacée par la chanteuse italienne Mariangela Demurtas.

## Albums
| Widow's Weeds                                                                                          | - Sortie: 9 mars 1998 - Label: Napalm Records - Formats: CD, CS, téléchargement numérique           | -  | -   | - | -   |
| Beyond the Veil                                                                                        | - Sortie: 8 septembre 1999 - Label: Napalm Records - Formats: CD, CS, téléchargement numérique      | -  | -   | - | -   |
| World of Glass                                                                                         | - Sortie: 25 septembre 2001 - Label: Napalm Records - Formats: CD, CS, LP, téléchargement numérique | 66 | -   | - | -   |
| Ashes                                                                                                  | - Sortie: 1er février 2005 - Label: Steamhammer - Formats: CD, téléchargement numérique             | -  | 184 | - | -   |
| Illumination                                                                                           | - Sortie: 22 janvier 2007 - Label: Steamhammer - Formats: CD, téléchargement numérique              | 71 | -   | - | -   |
| Rubicon                                                                                                | - Sortie: 25 août 2010 - Label: Napalm Records - Formats: CD, téléchargement numérique              | -  | 95  | - | 74  |
| Darkest White                                                                                          | - Sortie: 31 mai 2013 - Label: Napalm Records - Formats: CD, téléchargement numérique               | -  | -   | - | 154 |
| "-" désigne un enregistrement qui n'a pas été enregistré ou qui n'a pas été diffusé sur ce territoire. | |    |     |   |     |

## Albums live
| Titre        | Détails du live                                       |
| ------------ | ----------------------------------------------------- |
| Widow's Tour | - Sortie: 1999 - Label: Napalm Records - Formats: VHS |

## Compilations
| Titre          | Détails de l'album                                                                          |
| -------------- | ------------------------------------------------------------------------------------------- |
| Midwintertears | - Sortie: 6 juin 2005 - Label: Napalm Records - Formats: CD + DVD, téléchargement numérique |

## EPs
| Titre        | Détails EP                                                  |
| ------------ | ----------------------------------------------------------- |
| Angina       | - Sortie: 18 mai 1999 - Label: Napalm Records - Formats: CD |
| Sanguine Sky | - Sortie: 3 janvier 2007 - Label: SPV GmbH - Formats: CD    |

## Démos
| Titre     | Détails de la démo                                |
| --------- | ------------------------------------------------- |
| Tristania | - Sortie: 1997 - Label: auto-publié - Formats: CD |

## Clips vidéos
- Evenfall (1998)
- Equilibrium (2005)
- Libre (2005)
- Years of the Rats (2010)